# Üdü Ẁüdü
Üdü Ẁüdü ist das sechste Studioalbum der französischen Zeuhl-Band Magma. Es erschien im Jahr 1976 bei RCA Records.

## Entstehung und Veröffentlichung
Der Bassist Jannick Top kehrte 1976 auf Wunsch Christian Vanders zu Magma zurück und wurde für das sechste Album stärker an den Kompositionen beteiligt. Bassist Bernard Paganotti und Keyboarder Patrick Gauthier, die nur an einem Stück mitwirkten, verließen nach Üdü Ẁüdü die Band, um Weidorje zu gründen. Der Titel Weidorje auf Üdü Ẁüdü ist eine Würdigung der Paganottis und Guthers.
Üdü Ẁüdü wurde im Mai und Juni im Studio de Milan in Paris aufgenommen und dort im Juli 1976 abgemischt. CD-Wiederveröffentlichungen auf Christian und Stella Vanders Label Seventh Records enthalten einen Bonus-Titel, der den Grundstein für das 2009 erschienene Album Ëmëhntëhtt-Rê bilden sollte. 
Die erste Ausgabe des Albums erschienen mit einem schlichten, provisorischen Coverart, mit grün umrandetem Bandlogo, rot umrandetem MAGMA-Schriftzug und weißem Titelschriftzug auf schwarzem Hintergrund, da Blaquiz seine eigentlich geplante Grafik nicht pünktlich fertiggestellt bekam. Spätere Pressungen wurden schließlich mit dem eigentlichen graphischen Motiv ausgestattet.

## Musikstil
Drei der sechs Titel der Originalausgabe wurden von Bassisten komponiert, und Magmas Zeuhl ist auf diesem Album stärker als zuvor vom Bassspiel geprägt – was später v. a. für japanische Zeuhl-Bands typisch werden sollte. Es kommen nun auch mehr Keyboards zum Einsatz, und Anklänge an lateinamerikanische Musik und Space Rock sind eher wahrnehmbar als Einflüsse aus Carl Orffs Kantaten. Zudem finden sich einige kürzere und weniger komplexe Stücke. Die Atmosphäre ist weniger vom apokalyptischen Kobaïa-Mythos geprägt als auf den vorigen Alben.
Der Titeltrack Üdü Ẁüdü ist ein gesangsbeontes Stück mit klaren, verspielten Chorgesängen, wohingegen die Titel Zombies und De Futura Instrumentalstücke sind, deren Gesangsparts vor allem aus düsteren Lautmalereien mit sehr schweren Rhythmen bestehen. Troller Tanz trägt durch seine vielen Wiederholungen des Themas zur pessimistischen Atmosphäre des Albums bei, schließt als Kontrapunkt aber mit Zitaten der Klavierouvertüre aus dem Walzer Nr. 15 von Johannes Brahms ab.

## Titelliste
Auf der LP-Edition sind die Titel 1–6 auf Seite A, lediglich der Longtrack De Futura ist auf Seite B. 
| Nr.          | Titel                        | Autor(en)                         | Länge |
| ------------ | ---------------------------- | --------------------------------- | ----- |
| 1.           | Üdü Ẁüdü                     | Christian Vander                  | 4:10  |
| 2.           | Weidorje                     | Bernard Paganotti, Klaus Blasquiz | 4:30  |
| 3.           | Tröller Tanz (Troll's Dance) | Vander                            | 3:40  |
| 4.           | Soleil d'Ork (Ork's Sun)     | Jannick Top                       | 3:50  |
| 5.           | Zombies (Ghost Dance)        | Vander                            | 4:20  |
| 6.           | De Futura                    | Top                               | 17:40 |
| Gesamtlänge: | Gesamtlänge:                 | Gesamtlänge:                      | 38:20 |

| Nr.          | Titel                       | Autor(en)    | Länge |
| ------------ | --------------------------- | ------------ | ----- |
| 7.           | Ëmëhntëhtt-Rê (Extrait N°2) | Vander       | 3:12  |
| Gesamtlänge: | Gesamtlänge:                | Gesamtlänge: | 41:32 |

## Rezeption
Dominique Leone von Allmusic kritisiert das Album einerseits als etwas unzusammenhängend und zählt es nicht zu Magmas Meisterwerken, hält es andererseits für oft unterbewertet und empfiehlt es Fans der Band. Udo Gerhards von den Babyblauen Seiten lobt Vanders „präzises, kraftvolles, peitschenartiges Schlagzeugspiel“ und bezeichnet den abschließenden Longtrack als „Baßriff-Orgie […], die voller Energie und hypnotischer Kraft steckt“. Das eclipsed-Magazin nahm Üdü Ẁüdü in seine Liste der 150 wichtigsten Prog-Alben auf.

## Besetzung

### Musiker
- Christian Vander – Perkussion (1–3), Gesang (1–3, 5, 7), Tasteninstrumente (1, 3, 5), Schlagzeug (2–7), Synthesizer (3, 5), Piano (7)
- Jannick Top – Bassgitarre (1, 3–7), Hornarrangement (1), Fret-Cello (3, 5, 6), Gesang (4, 6), Perkussion (4), Synthesizer (4), O.R.S.-Bass-Synthesizer (6), Tasteninstrumente (6)
- Klaus Blasquiz – Gesang (1, 2, 6, 7), Growling (4)
- Stella Vander – Gesang (1, 7)
- Michel Graillier – Piano (1)
- Patrick Gauthier – Piano (2) Synthesizer (2, 7)
- Bernard Paganotti – Bass (2), Percussion (2), Gesang (2)

Gastmusiker
- Lisa DeLuxe – Gesang (1)
- Lucille Cullaz – Gesang (1)
- Catherine Szpira – Gesang (1)
- Alain Hatot – Saxophon (1), Flöten (4)
- Pierre Dutour – Trompete (1)

### Technik
- Giorgio Gomelsky – Produktion
- Jean Peal Malek – Toningenieur, Mastering
- Alain Français – Toningenieur
- Gilles Grenier – Mastering
- Klaus Blasquiz – Coverart